# Erasmusbrug
Erasmusbrug – most wiszący, zwodzony, typu wantowego z 1996 roku o długości 802 m. Łączy północne i południowe dzielnice Rotterdamu, które oddziela od siebie rzeka Nowa Moza. Most został zaprojektowany przez UNStudio pod kierownictwem architekta Ben van Berkela.

## Historia powstania
Projektowanie mostu rozpoczęło się w 1990 roku w UNStudio. Budowa rozpoczęła się 1 września 1993 roku, a zakończyła się 4 września 1996. Most został na krótko zamknięty by rozwiązać problem z nadmiernymi drganiami w jakie wpadała konstrukcja. Wzbudziło to publiczne kontrowersje, ale szybko zostało rozwiązane i most został ukończony zgodnie z zakładanym harmonogramem.
Most został oficjalnie otwarty 6 września 1996 roku przez Beatrycze, królową Holandii.
Koszt budowy był szacowany na 165 milionów euro (365 milionów guldenów holenderskich), ale w rzeczywistości wyniósł ok. 163 miliony euro (362 miliony guldenów).

## Konstrukcja mostu
Budowla składa się z czterech części – najdłuższe przęsło ma około 280 metry długości, a podtrzymujący go asymetryczny pylon w kształcie odwróconej litery „V”, wznosi się na wysokość 139 metrów.
W ogólną długość mostu wpisuje się także 89 metrowy most zwodzony – największy i najcięższy tego typu most w Europie Zachodniej. Rozwiązanie to pozwoliło na przepuszczanie statków, które są zbyt duże by mogły przepływać pod przęsłem głównym.

## Pochodzenie nazwy
Oficjalna nazwa mostu pochodzi od holenderskiego humanisty Erazma z Rotterdamu. Nazwa zwyczajowa – łabędź – pochodzi od kształtu mostu, a w szczególności białego pylonu przypominającego rozłożone skrzydło łabędzia.